# 曾静
曾靜（1679年—1736年1月31日），號蒲潭，化名夏靚，湖南省郴州永興縣人，清代秀才。雍正年間，曾與其门徒張熙，勸川陝總督岳鍾琪造反而被捕，引發呂留良案。雍正帝除了把曾靜的口供收錄進《大義覺迷錄》，還要曾靜在全國各地巡講《大義覺迷錄》。

## 簡介
早年因受呂留良華夷之辨思想的影響，為民族主義者，不滿滿人皇帝的統治，於是時刻打算起事。曾聽說岳鍾琪是岳飛的後裔，而岳飛是宋代抵抗女真的名將，女真人則是滿洲皇帝的先祖，將反清復明的希望，寄託於岳鍾琪。
曾靜遂於雍正六年（1728年），派门徒張熙遊說岳鍾琪兵變造反，並詳述了现任皇帝的十大罪狀，岳鍾琪假意讚許，卻騙出兩人口供，暗中將事件上報雍正帝，最後將曾靜、張熙兩人押送到北京，由朝廷處置。
在朝廷刑部審問下，曾靜表示“悔過”，並改口頌揚皇帝，寫作《歸仁錄》。
雍正帝并敕詔將此案的檔案相關的皇帝旨諭，以及曾靜口供和《歸仁錄》，收錄合成《大義覺迷錄》以澄清此事件。除了要求公家朝廷上下、地方官吏人手一冊，還命曾靜到全國各地巡講，尤其是江南的金陵、姑蘇、餘杭等地。
乾隆時期，判決曾静、张熙二人，凌遲处死。